# Allogalumna alpha
Allogalumna alpha är en kvalsterart som beskrevs av Pérez-Íñigo och Baggio 1994. Allogalumna alpha ingår i släktet Allogalumna och familjen Galumnidae. Inga underarter finns listade i Catalogue of Life.